# Villa Lindeberg
Die Villa Lindeberg steht in der Karl-May-Straße 1 in der Gemarkung Radebeul der sächsischen Stadt Radebeul. Der erst jüngst vergebene, etwa 2003 am Eckbalkon aufgemalte Häusername des Mietshauses verweist auf den einst dort wohnenden schwedischen Maler, Illustrator und Gebrauchsgrafiker Carl Lindeberg (1876–1961), der vor allem durch seine Illustrationen für den Karl-May-Verlag bekannt wurde.

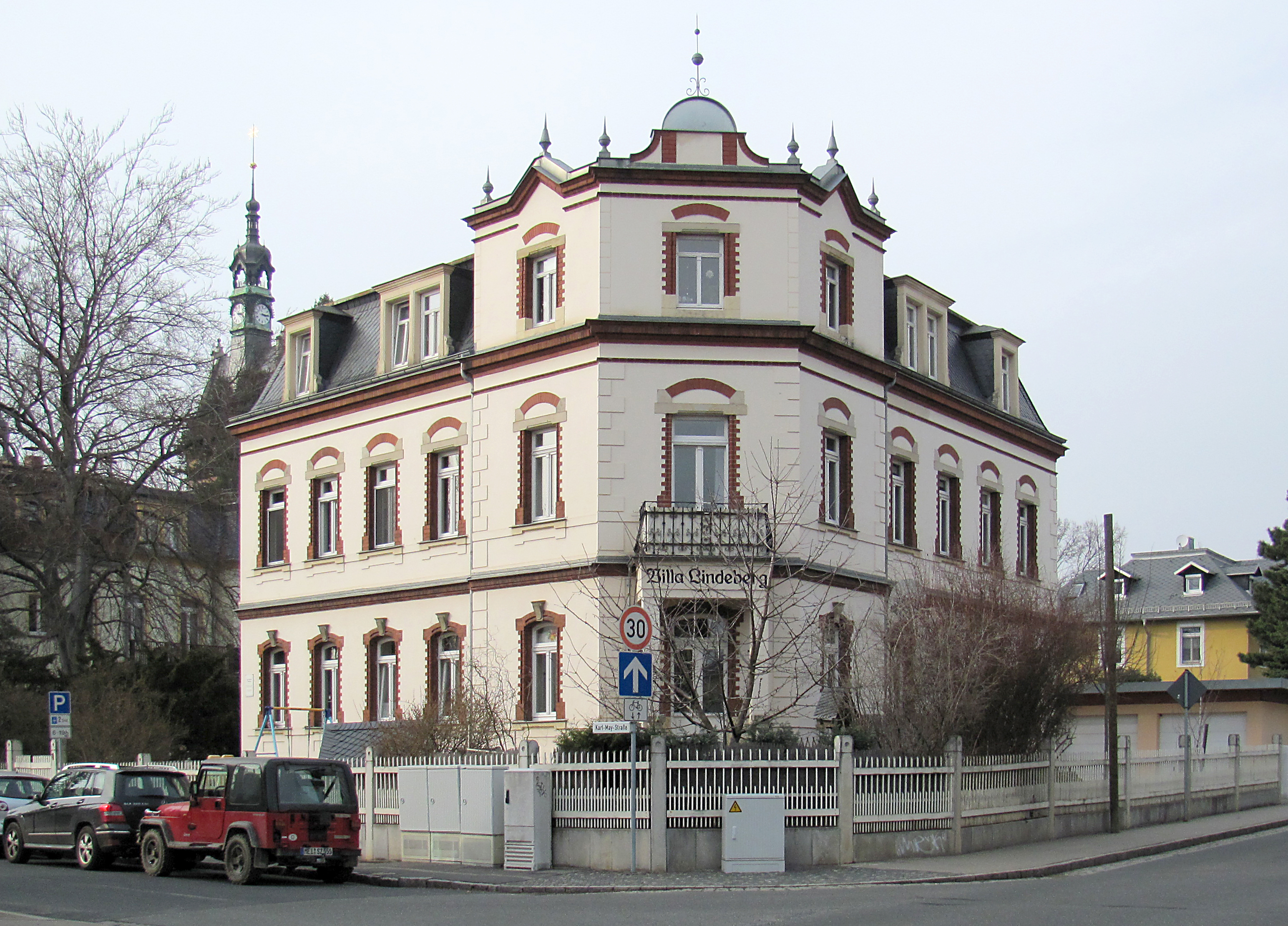
Villa Lindeberg, links im Hintergrund der Turm der Lutherkirche. Nach links geht es zur Villa Shatterhand.

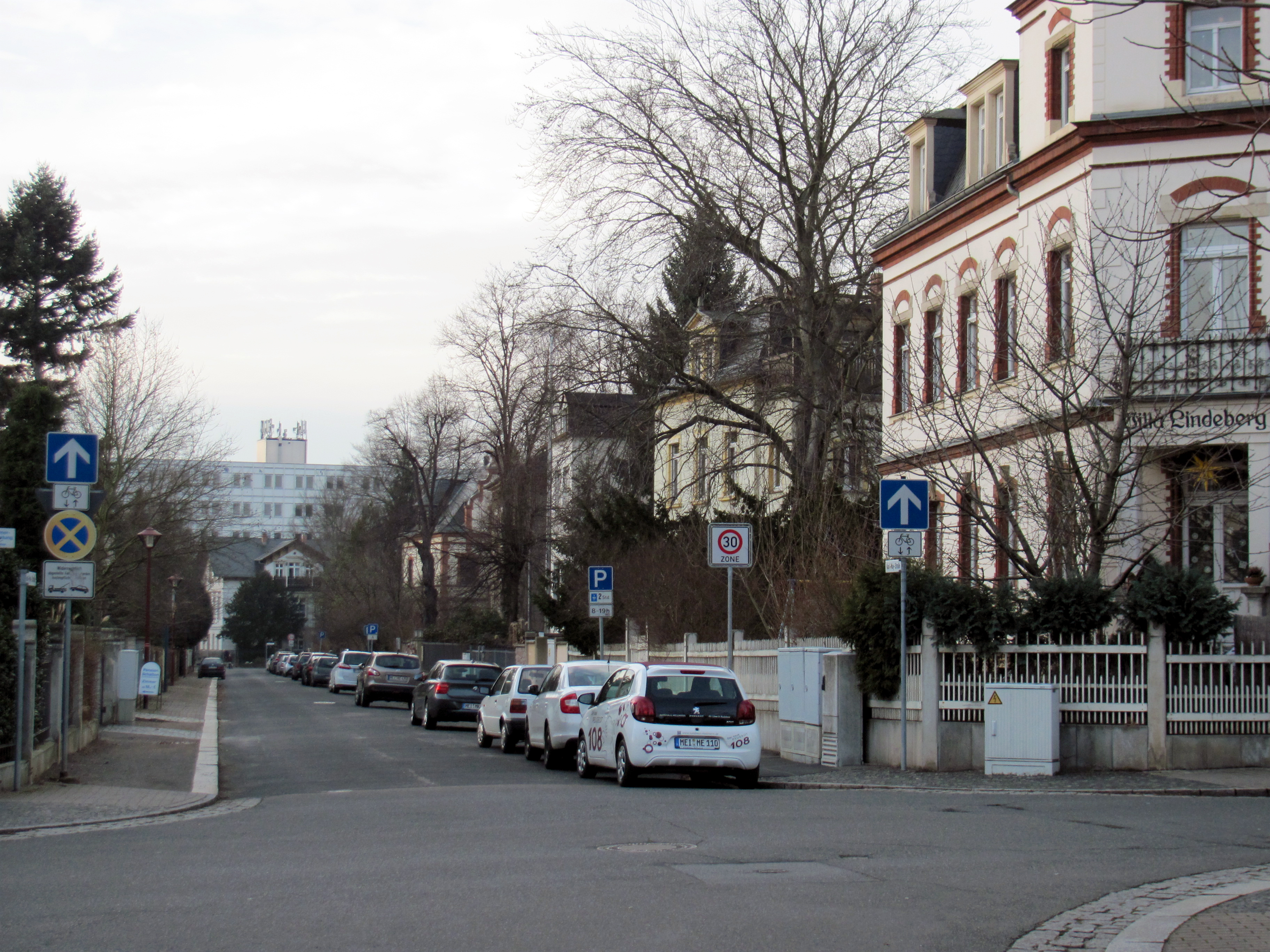
Karl-May-Straße: Zwei Häuser hinter der Villa Lindeberg steht die Villa Shatterhand.

## Beschreibung
Das mitsamt Einfriedung denkmalgeschützte Mietshaus ist ein freistehendes, zweigeschossiges Mehrfamilienwohnhaus mit einem dreigeschossigen Eckrisalit zur Straßenkreuzung mit verbrochener Ecke und Balkon im ersten Obergeschoss. Unter dem Balkon befindet sich ein Austritt zum eingezäunten Vorgarten. Das schiefergedeckte Plattformdach ist teilweise ausgebaut.
Das verputzte Gebäude steht auf einem Bruchsteinsockel, die Fassaden sind durch Gesimse und Eckquaderungen gegliedert. Die Fenster werden durch rote Formziegelsteine mit Sandsteinelementen eingefasst.
Die Einfriedung besteht aus einem Staketenzaun zwischen erneuerten Betonpfosten.

## Geschichte
Der Dekorationsmaler Johan Frederik Niklason N. Wennerlund ließ sich zwischen September 1897 und 1898 durch den Architekten und Baumeister Gustav Röder ein Wohnhaus errichten, zwei Grundstücke entfernt von der kurz zuvor von Emma und Karl May bezogenen Villa Shatterhand und direkt an der Straßenecke zur Schildenstraße. 1901 erfolgte ein Verandaanbau durch den Architekten Carl Käfer.
In dem Gebäude wohnte von 1906 oder 1907 bis 1945 der Grafiker und Illustrator Carl Lindeberg, der u. a. die Titelbilder von Karl-May-Büchern gestaltet hat.